# Bamburgh (hrad)
Hrad Bamburgh se nachází na severovýchodním pobřeží Anglie u stejnojmenné obce v anglickém hrabství Northumberland.

## Historie
Místo stavby bylo vybráno na skále, ze které vyčnívá vrstva doleritů. Nejprve se zde nacházela keltobritská pevnost Din Guarie, která mohla být hlavním sídlem britonského království Bernicie od jeho založení asi v roce 420 až do roku 547. Z roku 547 je první písemná zmínka o hradu. V tom roce byl hrad obsazen anglosaským králem Idou Bernicijským a stal se sídlem království Bernicie. V roce 590 byl za krále Hussy Bernicijského dobyt Britony. V roce 600 nástupce krále Hussy král Æthelfrith předal hrad své manželce, která se jmenovala Bebba, a od ní bylo odvozeno rané jméno Bebbanburh. Vikingové zničili původní hrad v roce 993. Normané postavili na stejném místě nový hrad, který tvoří jádro toho dnešního. Anglický král Vilém II. jej neúspěšně obklíčil v roce 1095 během vzpoury podporované jeho majitelem Robertem de Mowbray, který byl hrabětem z Northumbrie. Následně je majitel oslepen a hrad se stal majetkem krále. Po porážce Skotů je zde v roce 1346 vězněn skotský král David II.
Hrad se nachází v dříve velmi nepokojné oblasti mocenského zájmu Anglie a Skotska, neboť celé okolí dříve velmi prosperujícího města Berwick upon Tweed si obě země snažily přivlastnit.
O několik století dál sloužil Anglii jako důležitý ochranný bod, před občasnými útoky Skotů ze severu. Hrad byl zrekonstruován v 17. a 18. století.

## Galerie

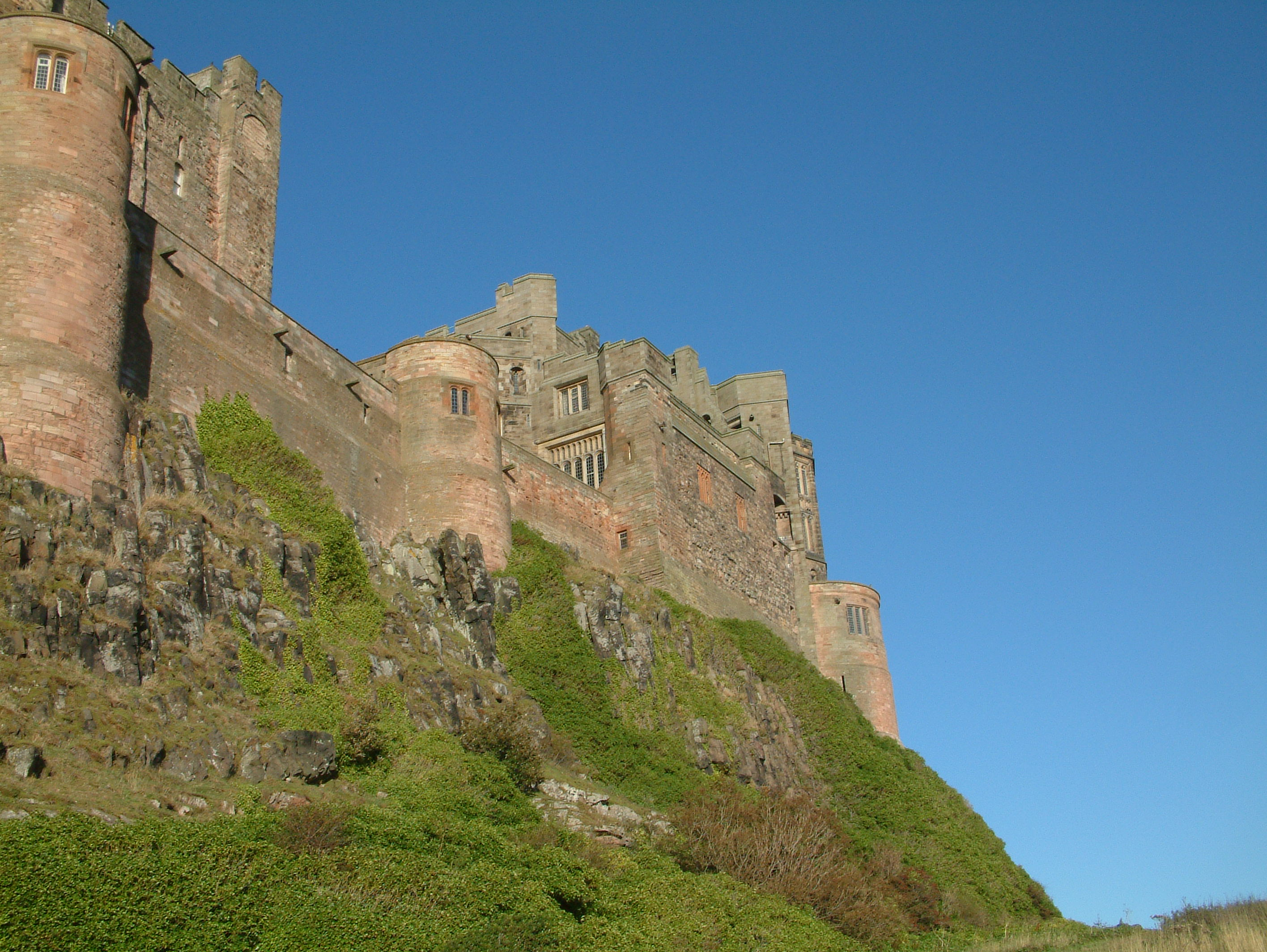
Vysoké stěny hradu, postavené na skále, měly znemožňovat dobyvatelům přístup.
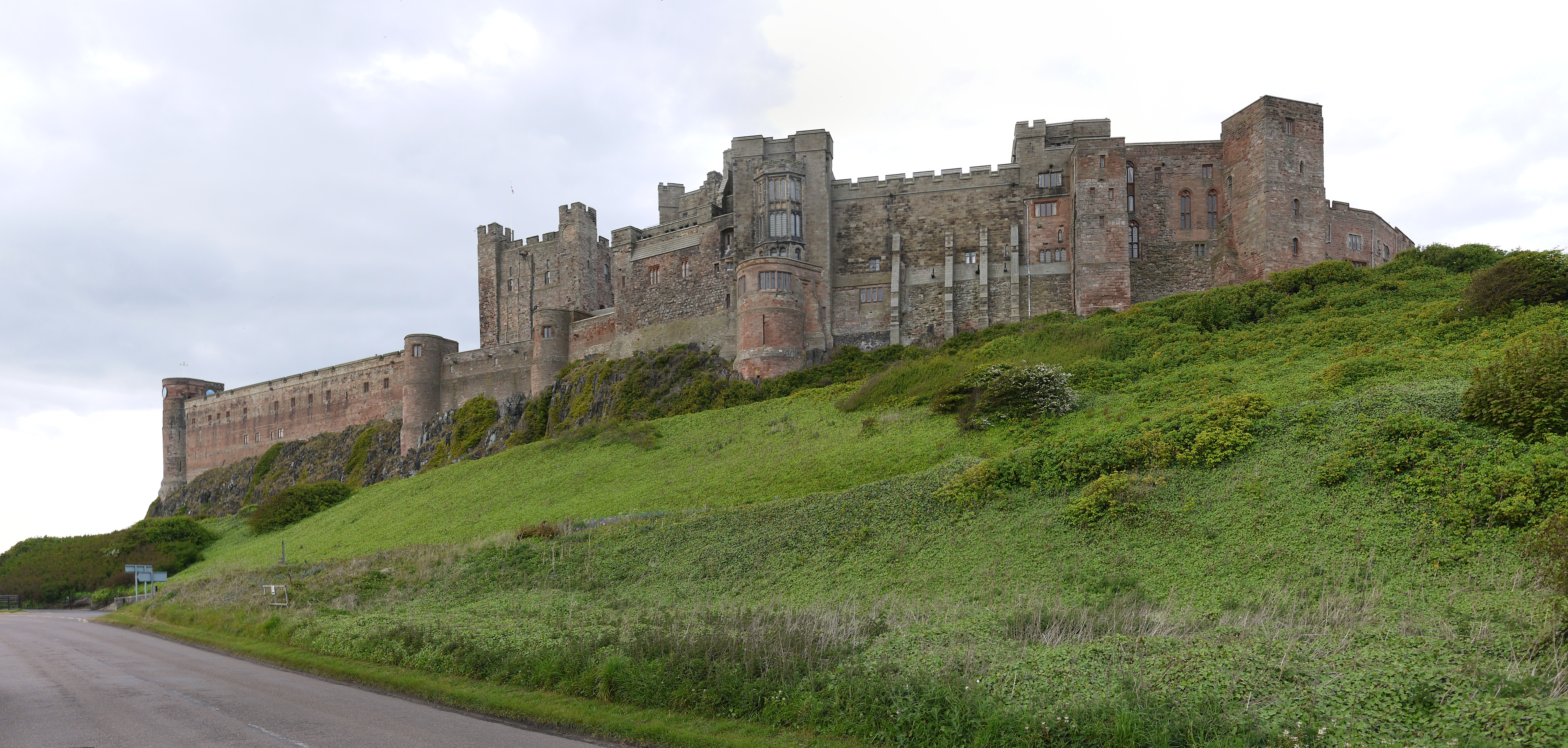
Jihozápadní pohled.
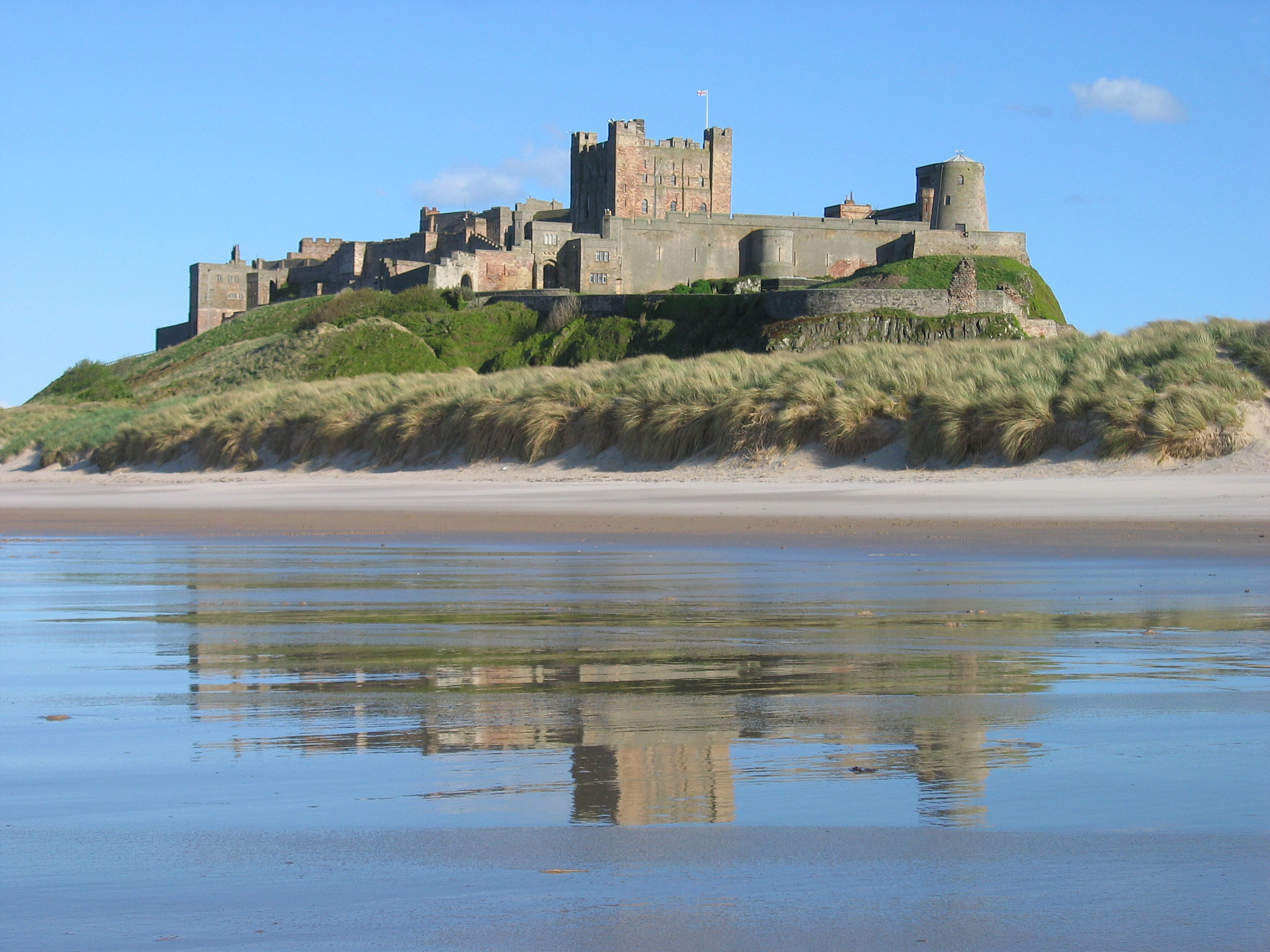
Hrad Bamburgh od severovýchodu.
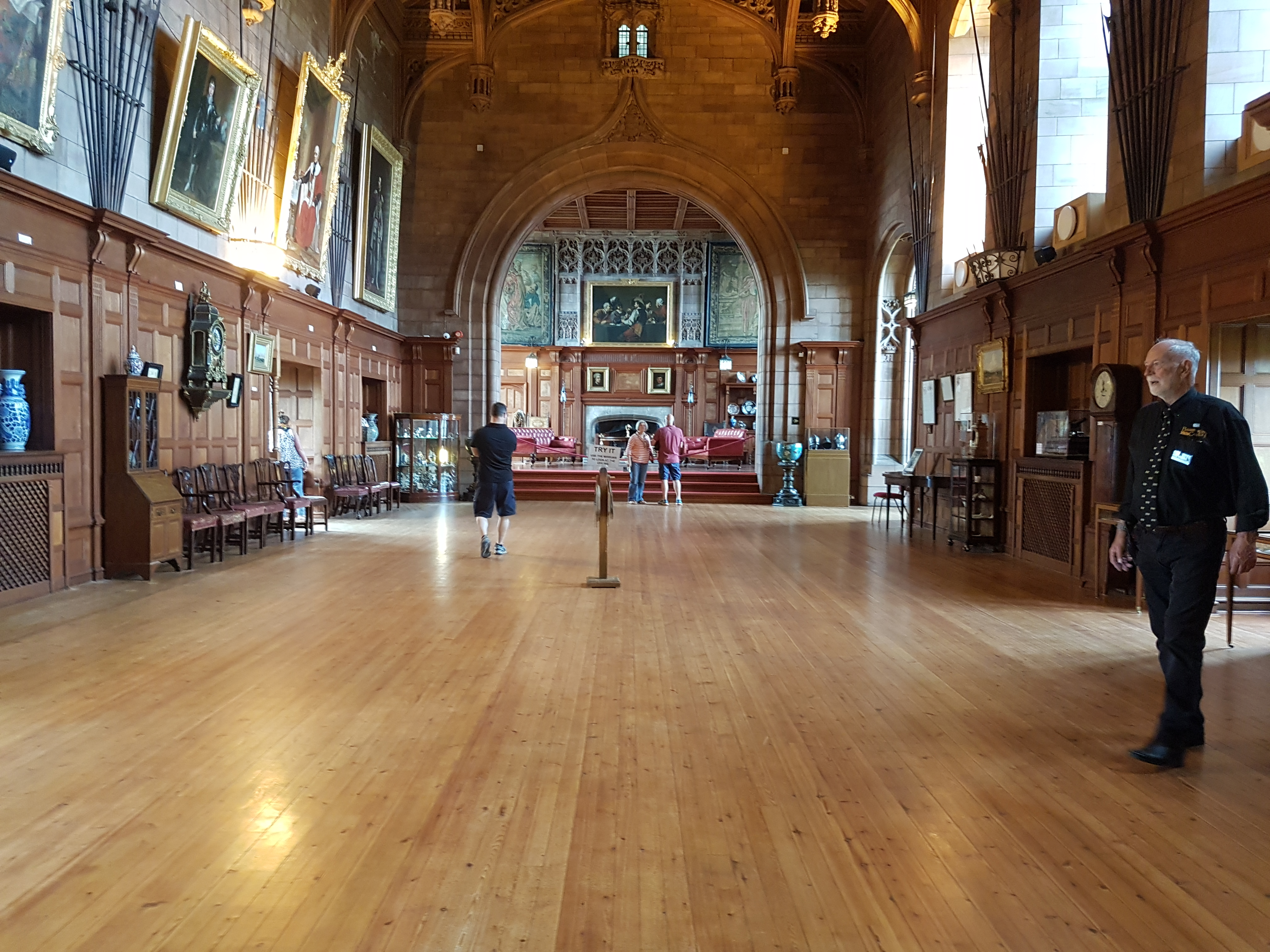
Interiér.
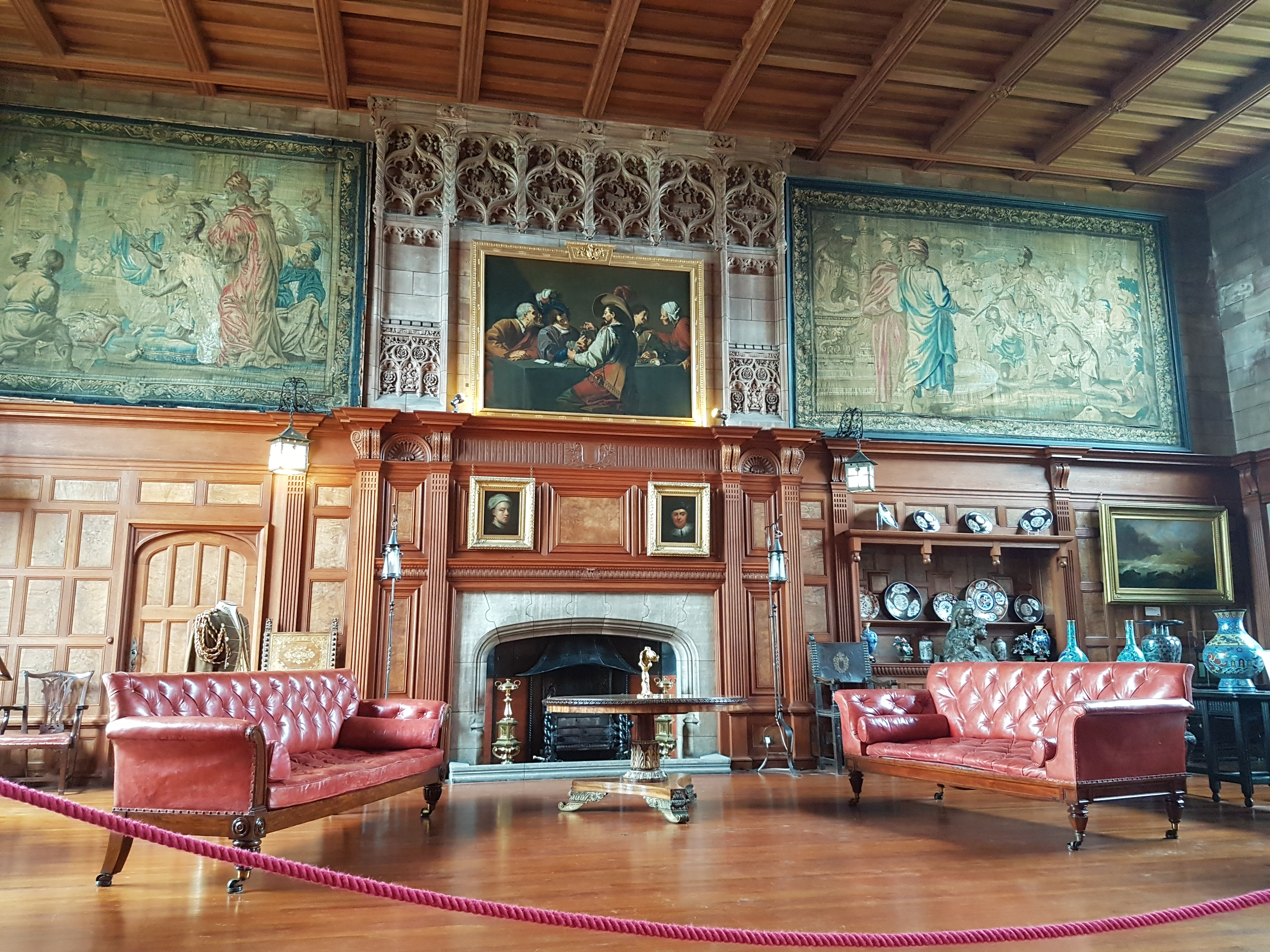
Interiér.
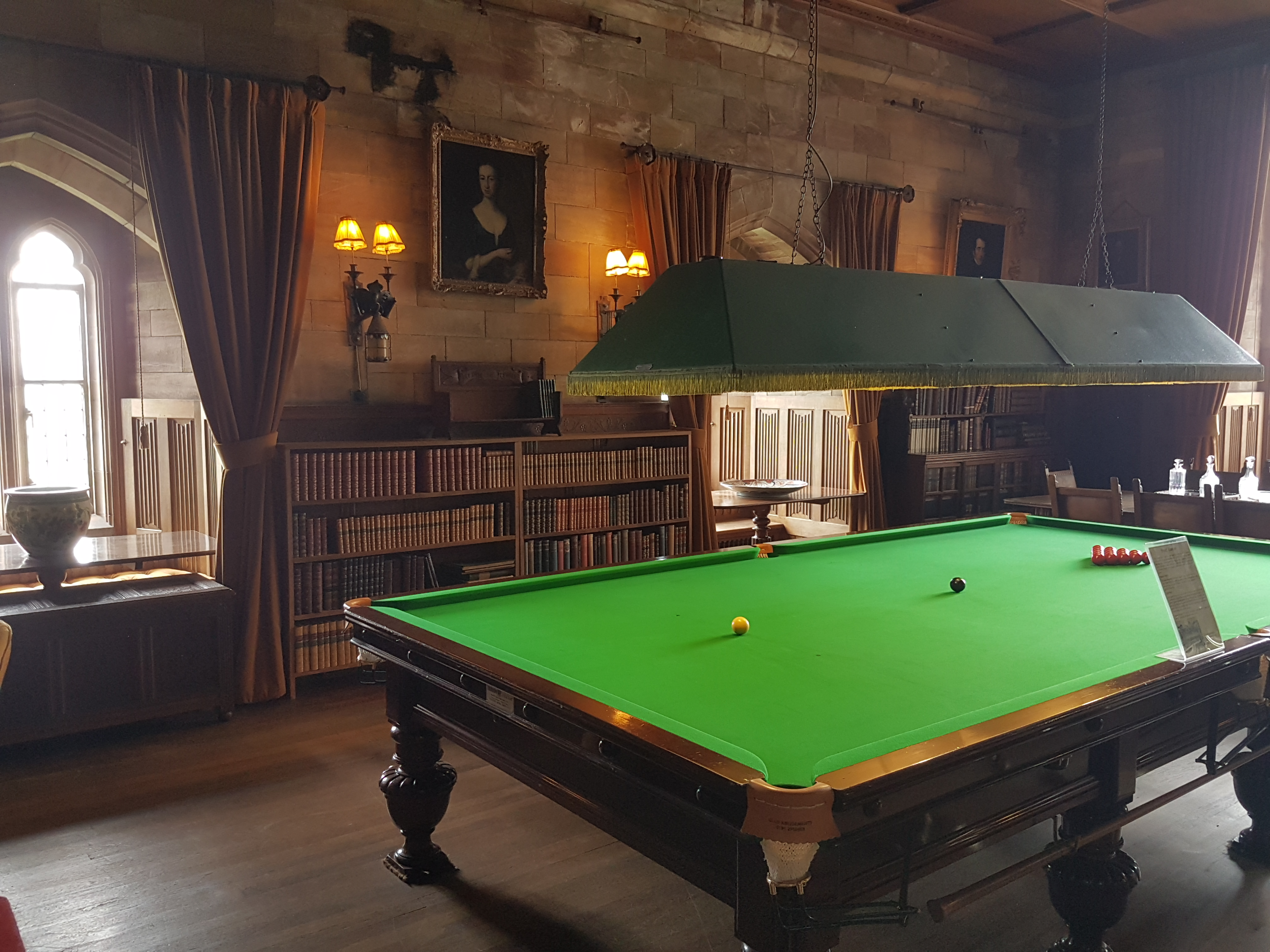
Interiér.
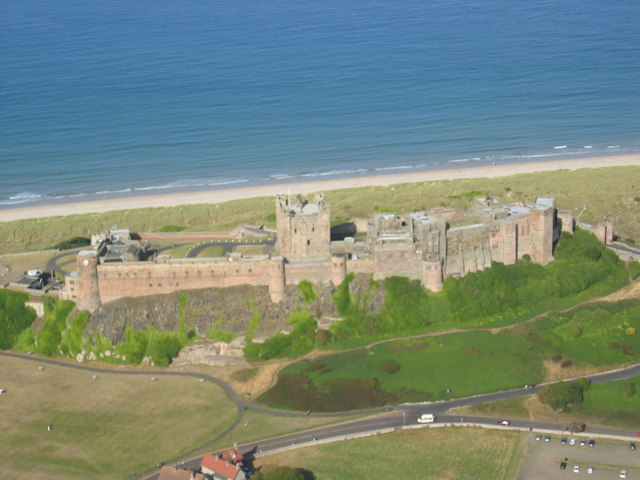
Letecký pohled na hrad z jihozápadu.
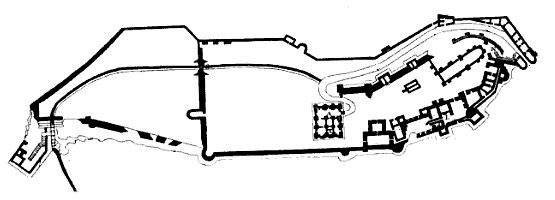
Půdorys hradu z roku 1825.